# Viskjar
Viskjar (bulgariska: Вискяр) är en bergskedja i Bulgarien.   Den ligger i regionen Pernik, i den västra delen av landet, 40 km väster om huvudstaden Sofia.
Omgivningarna runt Viskjar är en mosaik av jordbruksmark och naturlig växtlighet. Runt Viskjar är det glesbefolkat, med 19 invånare per kvadratkilometer.